# Talisay (Negros Occidental)

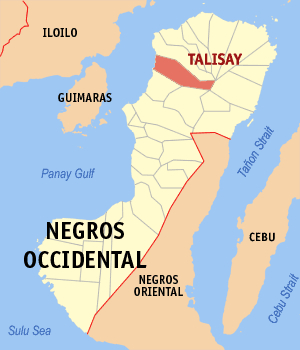
Talisays läge i provinsen Negros Occidental.

Talisay (officiellt City of Talisay) är en stad i Filippinerna. Den ligger i provinsen Negros Occidental i regionen Västra Visayas och har 79 146 invånare (folkräkning 1 maj 2000).
Staden är indelad i 27 smådistrikt, barangayer, varav 6 är klassificerade som landsbygdsdistrikt och 21 som tätortsdistrikt.